# Malaxis zempoalensis
Malaxis zempoalensis är en orkidéart som beskrevs av López-ferr. och Mario Adolfo Espejo Serna. Malaxis zempoalensis ingår i släktet knottblomstersläktet, och familjen orkidéer. Inga underarter finns listade i Catalogue of Life.